# Comanche (Texas)
Comanche is een plaats (city) in de Amerikaanse staat Texas, en valt bestuurlijk gezien onder Comanche County.

## Demografie
Bij de volkstelling in 2000 werd het aantal inwoners vastgesteld op 4482.
In 2006 is het aantal inwoners door het United States Census Bureau geschat op 4327, een daling van 155 (-3,5%).

## Geografie
Volgens het United States Census Bureau beslaat de plaats een oppervlakte van
11,6 km², geheel bestaande uit land. Comanche ligt op ongeveer 421 m boven zeeniveau.

## Plaatsen in de nabije omgeving
De onderstaande figuur toont nabijgelegen plaatsen in een straal van 36 km rond Comanche.